# Северинівська сільська територіальна громада
Северинівська сільська територіальна громада — територіальна громада в Україні, у Жмеринському районі Вінницької області. Адміністративний центр — село Северинівка.
Площа громади — 72,96 км², населення — 3598 мешканців (2018).
Утворена 9 вересня 2016 року шляхом об'єднання Северинівської та Чернятинської сільських рад Жмеринського району. До громади  приєдналися Северинівська, Слобода-Межирівська, Стодулецька, Маньковецька та Олександрівська сільські ради. Усього 7 сільських рад.

## Северинівська сільська громада та старостинські округи
До Северинівської громади належать 19 населених пунктів.
| Назви старостинських округів          | Населені пункти                                                                                          | старости                    |
| ------------------------------------- | --- | --------------------------- |
| Без округу                            | Северинівка, селище Матейкове,                                                                           | -                           |
| Сербинівський старостинський округ    | Мельники, Рожепи, Сербинівці, Слобода-Межирівська, Стодульці                                             | Бойчук Олег Степанович      |
| Олександрівський старостинський округ | Олександрівка, Кудіївці, Повал, селище Шевченкове                                                        | Король Владислав Васильович |
| Чернятинський старостинський округ    | Голубівка, Маньківці, Слобода-Чернятинська, Токарівка, Улянівка, Чернятин, селище Мельники, селище Хатки | -                           |